# Wolterstorffina parvipalmata
Wolterstorffina parvipalmata är en groddjursart som först beskrevs av Werner 1898.  Wolterstorffina parvipalmata ingår i släktet Wolterstorffina och familjen paddor. IUCN kategoriserar arten globalt som sårbar. Inga underarter finns listade i Catalogue of Life.